# Albert Oppel
Carl Albert Oppel, född 19 december 1831 i Hohenheim, Stuttgart, död 23 december 1865 i München, var en tysk geolog och paleontolog.
Efter att ha fullföljt sina studier i Tübingen företog han 1854-55 resor i Frankrike, England, Schweiz och Tyskland för att jämföra de därvarande jurabildningar med varandra. Genom honom vann Alcide Dessalines d'Orbignys riktning insteg i Tyskland. År 1861 utnämndes Oppel till professor vid universitetet i München och till föreståndare för det paleontologiska museet där. Dessa befattningar behöll han till sin död.
Hans huvudarbete är Die Juraformation Englands, Frankreichs und des südwestlischen Deutschlands (1856-58).